# Hontianske Nemce
Hontianske Nemce (in ungherese Hontnémeti) è un comune della Slovacchia facente parte del distretto di Krupina, nella regione di Banská Bystrica.